# DFB-Pokal der Frauen 2015-2016
La DFB Pokal der Frauen 2015-16 è stata la 36ª edizione della Coppa di Germania, organizzata dalla Federazione calcistica della Germania (Deutscher Fußball-Bund - DFB) e riservata alle squadre femminili che partecipano ai campionati di primo e secondo livello, rispettivamente 12 dalla Frauen-Bundesliga e 19 dalla 2. Frauen-Bundesliga, oltre a una selezione di cinque squadre provenienti dalla Regionalliga come completamento organico. Come per i cinque anni precedenti, la finale si è disputata al RheinEnergieStadion di Colonia. Il torneo è stato vinto dal Wolfsburg, che in finale ha sconfitto il Sand per 2-1.

## Date
| Fase        | Turno            | Andata            | Ritorno           |
| ----------- | ---------------- | ----------------- | ----------------- |
| Preliminari | 1º turno         | 23 agosto 2015    | 23 agosto 2015    |
| Preliminari | 2º turno         | 27 settembre 2015 | 27 settembre 2015 |
| Fase finale | Ottavi di finale | 8 novembre 2015   | 8 novembre 2015   |
| Fase finale | Quarti di finale | 9 dicembre 2015   | 9 dicembre 2015   |
| Fase finale | Semifinali       | 3 aprile 2016     | 3 aprile 2016     |
| Fase finale | Finale           | 21 maggio 2016    | 21 maggio 2016    |

## Calendario

### Primo turno
Il sorteggio si è tenuto il 14 luglio 2015 e diviso tra la zona meridionale e settentrionale. 
| Squadra 1         | Risultato     | Squadra 2           |
| ----------------- | ------------- | ------------------- |
| Bochum            | 0-3           | Werder Brema        |
| Hallescher        | 0-6           | Herforder           |
| Billerbeck        | 3-2           | FFV Lipsia          |
| Karlsruher        | 1-4           | Colonia             |
| Hohen Neuendorf   | 1-5 (dts)     | SV Meppen           |
| FFC Gera          | 0-12          | Gütersloh           |
| Magdeburger FFC   | 2-1           | Moers               |
| Union Meppen      | 6-0           | Stern               |
| Hegnach           | 4-1           | Norimberga          |
| Henstedt-Ulzburg  | 0-6           | Jena                |
| Meldorf           | 1-0           | Neubrandenburg      |
| ATS Buntentor     | 2-6           | Holstein Kiel       |
| Bramfelder        | 2-3           | Cloppenburg         |
| Union Berlino     | 1-4           | Lübars              |
| Lokomotive Dresda | 0-5           | Babelsberg          |
| Niederkirchen     | 1-3           | Bayer Leverkusen    |
| Crailsheim        | 2-5 (dts)     | Sand                |
| Fortuna Colonia   | 1-6           | Saarbrücken         |
| Siegelbach        | 2-4           | Borussia M'gladbach |
| Dirmingen         | 3-3 (2-4 dtr) | TuS Issel           |
| Neu-Isenburg      | 0-5           | PSV Friburgo        |
| Schott Mainz      | 1-3           | MSV Duisburg        |
| Hessen Wetzlar    | 3-0           | Weinberg            |
| Sindelfingen      | 3-0           | Würzburg            |
| Montabaur         | 1-6           | Alemannia Aachen    |

### Secondo turno
Il sorteggio si è tenuto il 27 agosto 2015 e le gare si sono svolte tra il 26 e 27 settembre 2015.
| Squadra 1           | Risultato | Squadra 2          |
| ------------------- | --------- | ------------------ |
| PSV Friburgo        | 0-14      | 1. FFC Francoforte |
| Hegnach             | 3-1       | TuS Issel          |
| Billerbeck          | 0-19      | Wolfsburg          |
| Alemannia Aachen    | 0-9       | Sand               |
| Borussia M'gladbach | 1-4       | Colonia            |
| Cloppenburg         | 1-2       | Jena               |
| Meldorf             | 0-8       | Werder Brema       |
| Holstein Kiel       | 0-11      | Turbine Potsdam    |
| Union Meppen        | 0-9       | SGS Essen          |
| Magdeburger FFC     | 1-4       | Herforder          |
| Gütersloh           | 2-4       | Meppen             |
| Babelsberg          | 0-4       | Lübars             |
| MSV Duisburg        | 0-3       | Bayern Monaco      |
| Sindelfingen        | 0-6       | Friburgo           |
| Saarbrücken         | 0-5       | Hoffenheim         |
| Hessen Wetzlar      | 0-2       | Bayer Leverkusen   |

### Ottavi di finale
Il sorteggio si è tenuto il 10 ottobre 2015. Le gare si sono svolte il 7 e l'8 novembre 2015.
| Squadra 1       | Risultato      | Squadra 2          |
| --------------- | -------------- | ------------------ |
| Wolfsburg       | 2 - 1          | SGS Essen          |
| Hegnach         | 2 - 3          | Lübars             |
| Colonia         | 0 - 4          | Jena               |
| Bayern Monaco   | 2 - 0          | 1. FFC Francoforte |
| Herforder       | 3 - 4 (d.t.s.) | Sand               |
| Meppen          | 1 - 3          | Werder Brema       |
| Turbine Potsdam | 4 - 0          | Hoffenheim         |
| Friburgo        | 4 - 0          | Bayer Leverkusen   |

### Quarti di finale
Il sorteggio si è tenuto il 15 novembre 2015. Tutti gli incontri si sono svolti il 9 dicembre 2015.
| Squadra 1       | Risultato | Squadra 2     |
| --------------- | --------- | ------------- |
| Jena            | 1 - 4     | Sand          |
| Werder Brema    | 0 - 3     | Bayern Monaco |
| Lübars          | 0 - 1     | Friburgo      |
| Turbine Potsdam | 0 - 3     | Wolfsburg     |

### Semifinali
Il sorteggio si è tenuto il 15 dicembre 2015 al Rahmen des Sportschau-Clubs (ARD), alla presenza di Helmut Sandrock, segretario generale della Federazione calcistica della Germania (Deutscher Fußball-Bund - DFB), e del pallamanista Carsten Lichtlein, portiere del VfL Gummersbach in rappresentanza della DHB. Le due semifinali si sono giocate il 3 aprile 2016.
| Squadra 1 | Risultato | Squadra 2     |
| --------- | --------- | ------------- |
| Sand      | 2 - 1     | Bayern Monaco |
| Wolfsburg | 2 - 1     | Friburgo      |

### Finale
| Arbitro: | Angelika Söder (Ingolstadt) |

|                 |           |                 |
| Damnjanović 27’ | Marcatori | 7’, 80’ Jakabfi |

## Classifica marcatrici
Elenco della classifica marcatrici della DFB-Pokal 2015-16. L'ordinamento è in base alle reti siglate e, in caso di parità, per ordine alfabetico. Le giocatrici segnate in grassetto sono ancora in gara nel torneo.
| Gol | Rigori |  | Giocatore          | Squadra            |
| --- | ------ |  | ------------------ | ------------------ |
| 8   |        |  | Nina Burger        | Sand               |
| 7   |        |  | Sarah Grünheid     | Gütersloh          |
| 7   |        |  | Svenja Huth        | Turbine Potsdam    |
| 7   |        |  | Zsanett Jakabfi    | Wolfsburg          |
| 5   |        |  | Isabelle Knipp     | Herforder          |
| 5   |        |  | Alexandra Popp     | Wolfsburg          |
| 5   |        |  | Jovana Damnjanović | Sand               |
| 5   |        |  | Anne van Bonn      | Sand               |
| 4   |        |  | Kerstin Garefrekes | 1. FFC Francoforte |
| 4   |        |  | Charline Hartmann  | SGS Essen          |
| 4   |        |  | Synne Jensen       | Wolfsburg          |